# Euphorbia heyligersiana
Euphorbia heyligersiana är en törelväxtart som beskrevs av Paul Irwin Forster. Euphorbia heyligersiana ingår i släktet törlar, och familjen törelväxter. Inga underarter finns listade i Catalogue of Life.